# 闵孝镇
闵孝镇，是中华人民共和国贵州省铜仁市江口县下辖的一个乡镇级行政单位。

## 行政区划
闵孝镇下辖以下地区：
哨上社区、提红村、鱼良溪村、中练村、闵家场村、双屯村、沙坝河村、平寨村、新岭村和峰坝村。